# Het Groot Niet Te Vermijden
Het Groot Niet Te Vermijden (HGNTV) is een 5-koppige Nederlandse band die met een show bestaande uit een combinatie van muziek en cabaret langs de Nederlandse theaters trekt. In tegenstelling tot bij "normaal" cabaret, staat bij Het Groot Niet Te Vermijden de muziek voorop. Het cabaret komt op de tweede plaats, maar neemt desalniettemin een prominente plaats in.
Anno 2017 bestaat de groep uit Jochem Kroon, Evert Josemanders, Martin Bakker, Peter Tinke en Chris Grem.

## Geschiedenis
In 1983, op 16 maart, vormden toetsenist Peter Tinke en drummer Jochem Kroon met z’n tweeën het Henk van der Meijden Dans en Show Orkest. Dit was weinig meer dan een coverbandje dat op bruiloften en partijen speelde, maar wel met een dosis humor en zelfspot. Na enige tijd werd de act uitgebouwd met zanger/saxofonist Louis Kockelmann en zanger/blazer Bert van Bommel. De naam van de band veranderde in
Het Groot Niet Te Vermijden Dans/Show Orkest. De show werd theatraler, en de band werd bekender. Samen met bassist Anton van der Burgh groeide HGNTVDSO uit tot een vijfmansformatie met een theaterprogramma.
In 1989 zag Mojo Theater wel iets in de mannen van "Het Groot..."; hun programma World Tour 2 werd in schouwburgen geprogrammeerd. Het werd door zowel recensenten als het publiek met enthousiasme ontvangen.
In 1991 kwam de groep met een nieuwe voorstelling, getiteld Live From Rotterdam. Hierin parodieerden de mannen diverse muziekstijlen en -groepen, terwijl ze onderwijl wél bewezen de betreffende stijl tot in de perfectie te beheersen. Live From Rotterdam werd 180 maal gespeeld, in theaters door geheel Nederland. Van deze show werd een gelijknamige cd uitgebracht. Vanaf dat moment wordt het Groot geregisseerd door Rien Kroon.
In 1993 kwam de nieuwe show Glorious Surrender. In deze show werden persiflages gespeeld op diverse soorten volksmuziek, van over de gehele wereld. Ook deze show werd een succes. Ook al had Het Groot Niet Te Vermijden nog niet één single uitgebracht, de theateravonden waren  steevast uitverkocht. In 1994 werd met deze show ook Duitsland aangedaan, met evenveel succes als in Nederland. Het Groot Niet Te Vermijden verscheen ook op de Duitse televisie. Vijf nummers uit Glorious Surrender werden uitgebracht op een gelijknamige cd.
In 1995 kwam de cd 10 Jaar Groots uit, een compilatie van 10 jaar Het Groot Niet Te Vermijden Dans-Show Orkest. De volgende show heette Back In Town.
In 1995 werd ook besloten om het "Dans/Show Orkest" van de groepsnaam af te halen, omdat iedereen de band 'Het Groot Niet Te Vermijden' noemt.
Voor het programma Stairway To The Stars in 1997 vond er binnen de groep een wisseling plaats. Bassist Martin Bakker kwam in de plaats voor Anton van der Burgh. Bovendien is in dat jaar gitarist Sjoerd Plak toegetreden. In december 1997 werd de single Lindelaan opgenomen en naar aanleiding hiervan volgden t.v.-optredens bij De plantage (bij de VPRO) en Laat de Leeuw (VARA). In januari 1998 kwam de cd Stairway To The Stars uit. Bert van Bommel verliet de groep waardoor HGNTV weer een vijfmansformatie was.
In 1999 kwam de Tour Unlimited in het theater. In december 2000 werd deze show opgenomen en uitgezonden door RTV Rijnmond en in januari 2001 door RTL 4. In juni 2001 kwam de eerste dvd van HGNTV uit met daar op de uitzendingen van RTL 4.
Vanaf december 2001 toerde de groep met de voorstelling Off The Road Again. In februari 2002 verschenen cd en dvd daarvan.
Van september 2003 tot juni 2005 bracht de groep de show Wonderful live. De dvd werd in juni 2004 opgenomen in het oude Luxor theater te Rotterdam. Een cd wordt niet meer uitgebracht.
Van september 2005 tot juni 2007 toerde de formatie met de show Diamonds and Pearls. Met deze tour vierde HGNTV het 20-jarig jubileum met een reprise van oude acts.
In 2006 ontving de band van de stad Rotterdam de Erasmusspeld vanwege de verdiensten voor de Rotterdamse samenleving op cultureel terrein.
Vanaf september 2007 tot juni 2009 stond de groep met de voorstelling Take Ten in de theaters.
Ook in deze show kwam een bonte stoet van acts langs. Zo leden ze schipbreuk en maakten een ruimtereis. Maar vooral bestond de voorstelling uit veel muziek. In mei 2008 kwam de single Melkmeid uit. Het lied is een vertaling van Jan Rot van Steve Forberts Schoolgirl en speciaal voor "Take Ten" gemaakt. De dvd van Take Ten kwam in juli 2009 uit. HGNTV was een van de eersten die een live theatershow op blu-ray/hdtv uitbrengen. Ook werd er gewerkt aan een cd.
In december 2008 trad het Groot Niet Te Vermijden op tijdens De Feestdagen in het LAKtheater.
In september 2009 kwam de band weer met de show: A long way home.  Het elfde theaterprogramma van 'Het Groot'. Wilco Koldenhof volgde Harry Jan Bus op als uitvoerend producent.
In september 2011 kwam de show "Save the Last Dance".
In september 2013 kwam de show "For Once in my Life". Chris Grem deed voor het eerst zijn intrede bij HGNTV als bassist en zanger in de plaats van Martin Bakker. 
In december 2014 trad Het Groot Niet Te Vermijden op in theater Walhalla met de kerstshow  "Circus Randolfi" waar Martin van Waardenberg en circus Rotjeknor in mee speelden.
In september 2015 kwam de show "Shave, Rattle en Roll".
In november 2015 kwam de biografie "30 jaar Het Groot Niet Te Vermijden" uit en werd gepresenteerd in de Rotterdamse boekhandel Donner. De schrijver van het boek Arie Vuyk mocht het eerste exemplaar uitreiken.
In september 2017 kwam de show Inevitables met bezetting Peter Tinke, Jochem Kroon, Martin Bakker, Chris Grem en Evert Josemanders.
In 2019 heeft de groep besloten om na 34 jaar de laatste theatertour te doen, met de "The Last Waltz" nemen de heren afscheid van hun trouwe fans en reizen zij nog eenmaal langs de theaters in Nederland. De groep blijft wel actief en werkt mee aan vele projecten, echter een nieuwe theatervoorstelling zit er vooralsnog niet in.
In de jaren erna waren zij in december onderdeel van de "Ouwejaarsshows"op de S.S. Rotterdam met o.a. Trio "Naar de Haaien" en Simon Stokvis (Sjoerd Plaijsier).
In december 2023 en 2024 deden zij de "Ouwejaarsshows" op de S.S. Rotterdam samen met Anne-Marie Jung. Met deze shows trokken zij ook met veel succes het theater in.